# Patronat Escolar de Barcelona
El Patronat Escolar de Barcelona va ser un organisme de gestió mixta entre l'Ajuntament de Barcelona i el Ministerio de Instrucción Publica establert per un reial decret de 19 de febrer de 1922, gràcies a les negociacions de Manuel Ainaud Sánchez, cap de l'assessoria tècnica de la Comissió de Cultura.

## Els orígens

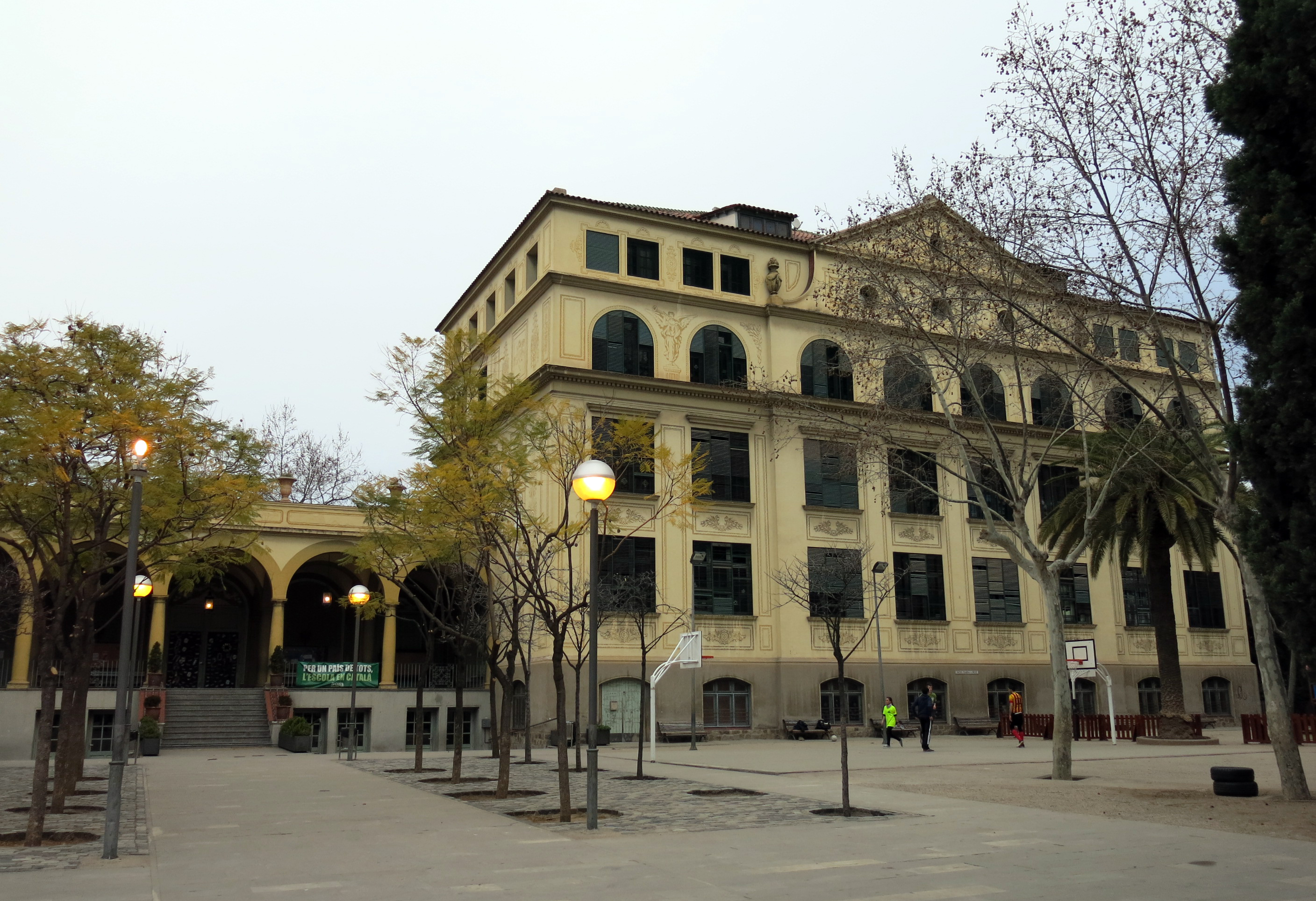
Grup Escolar Ramon Llull, del Patronat Escolar de Barcelona, obra de Josep Goday.

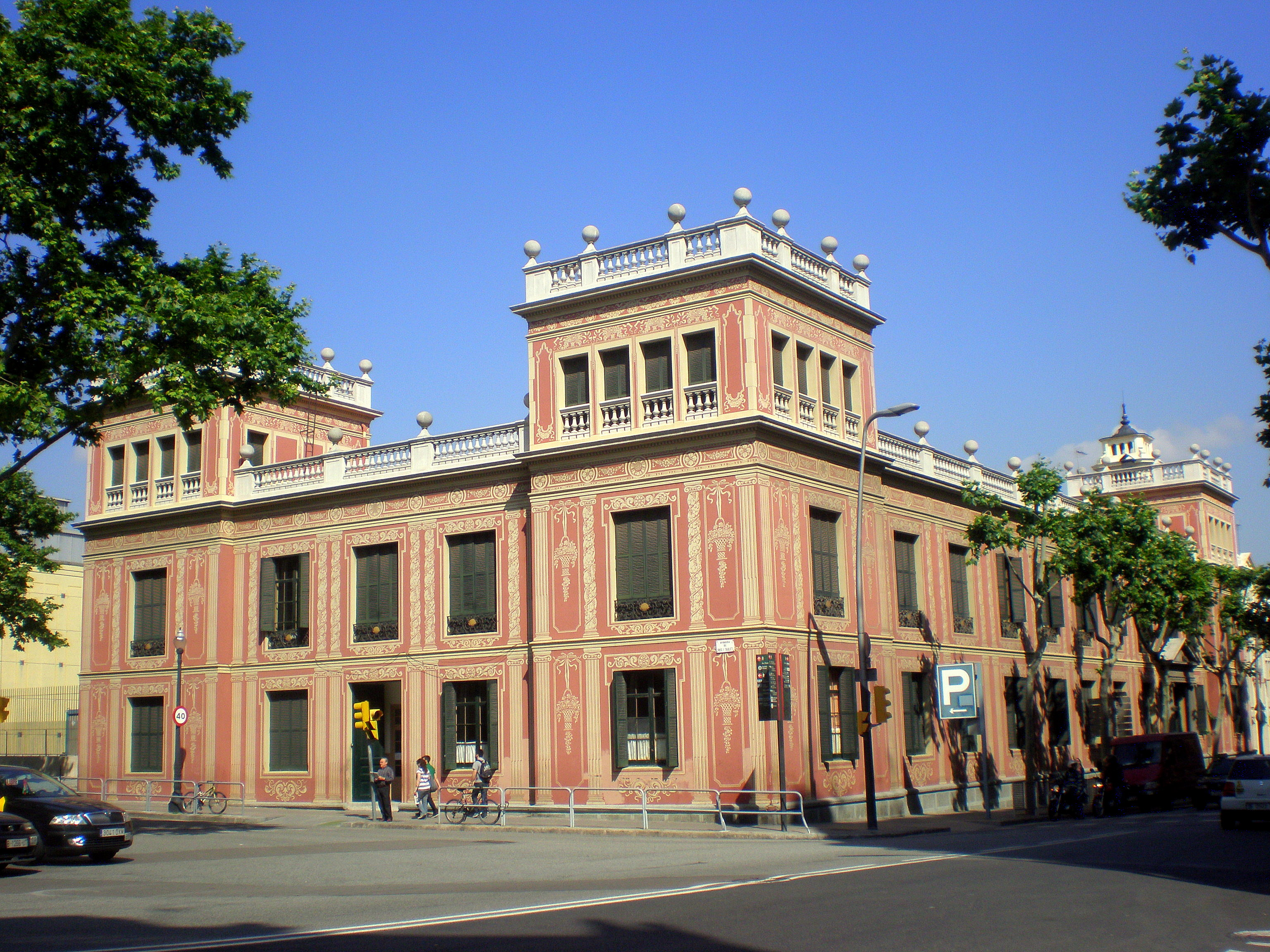
Centre escolar Mossèn Jacint Verdaguer

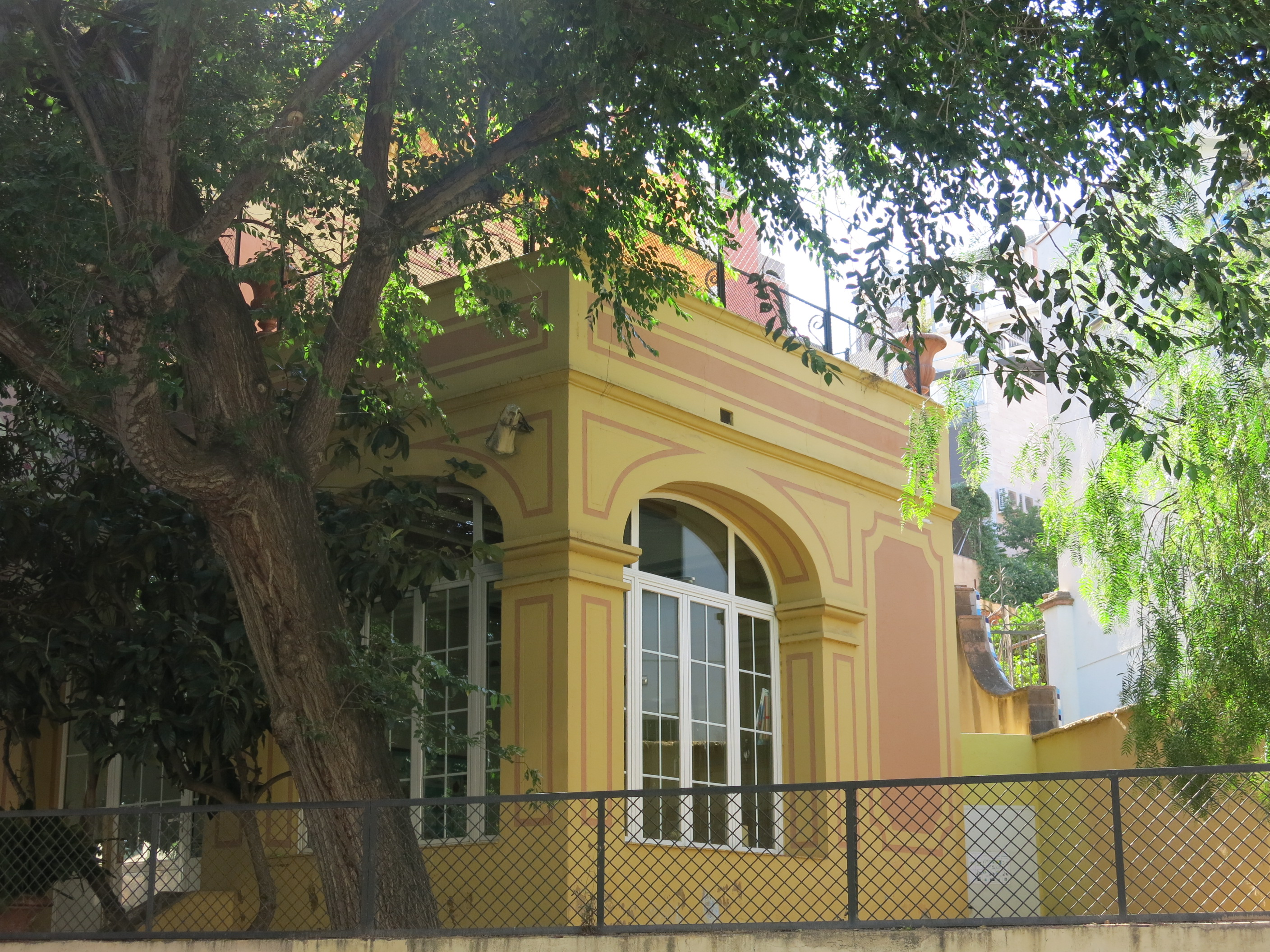
Escola La Farigola de Vallcarca

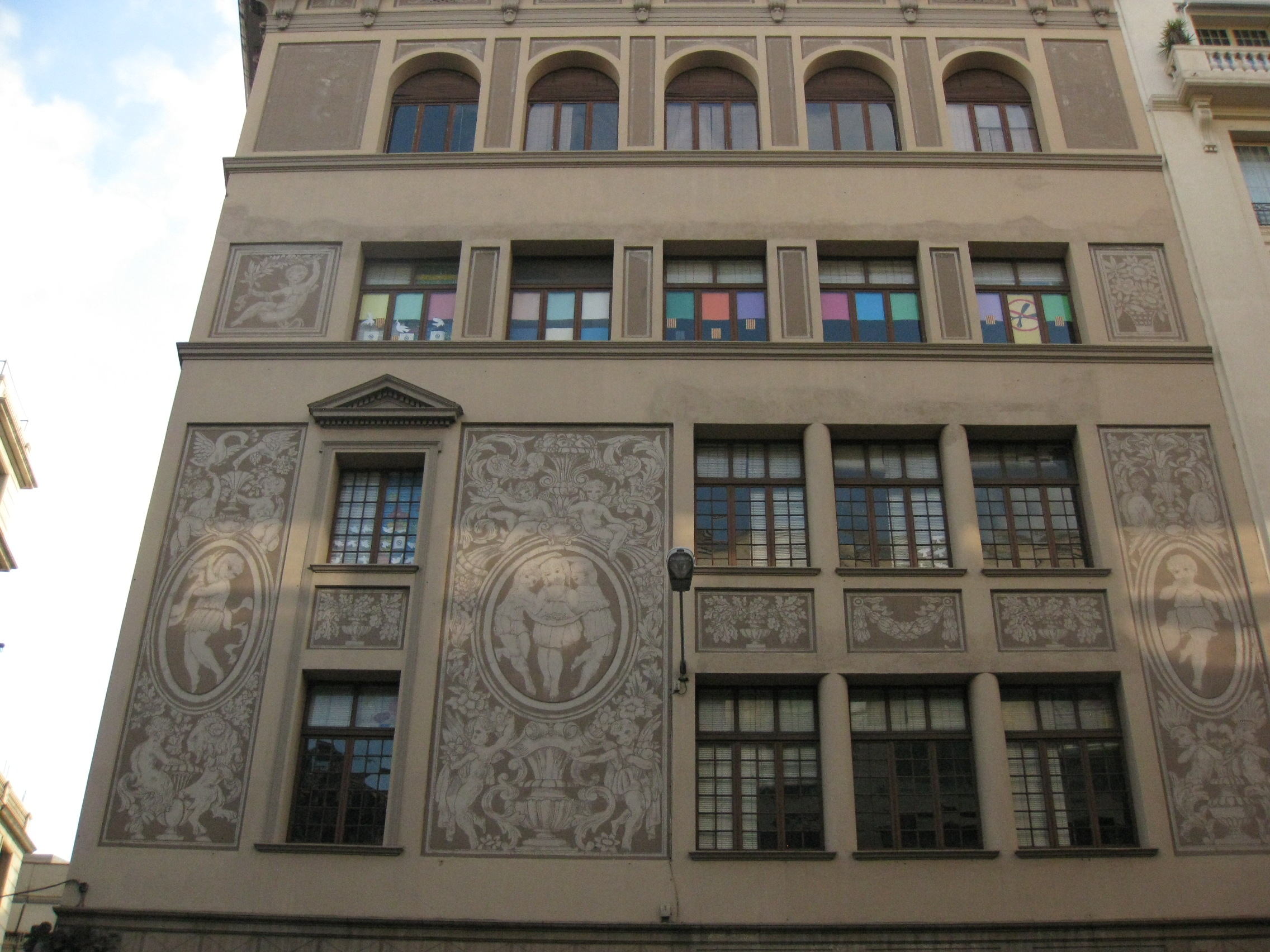
Grup Escolar Baixeras

A part dels centres experimentals que ja gestionava, com l'Escola del Bosc de Montjuïc, fundada el 1914, l'Escola del Mar, que començà a funcionar el mateix 1922 o l'Escola Bosc del Guinardó (actualment Escola Parc del Guinardó), inaugurada el 1923, el Patronat va permetre a l'Ajuntament seleccionar un professorat innovador, entre el magisteri oficial, per als dos primers grups escolars monumentals: el Grup Escolar Baixeras i La Farigola. Fou suprimit per la Dictadura de Primo de Rivera el 1924 i restablert el 1930 ampliant la seva gestió a les noves escoles que s'havien d'inaugurar el març de 1931, ubicades en edificis projectats per Josep Goday: Milà i Fontanals i Lluïsa Cura al Raval, Ramon Llull a la Diagonal, Lluis Vives a Sants, Pere Vila al Saló de Sant Joan; en edificis remodelats pel mateix arquitecte: Dolors Monserdà a Sarrià, Les Corts a la plaça Comes, Baldiri Reixach al Parc Güell i Jacint Verdaguer al carrer Lleida (Montjuïc) i també en edificis més senzills, ubicats als barris de cases barates, el Bonaventura Carles Aribau a la Carretera de Santa Coloma (Sant Andreu); el Francesc Pi i Margall al Pont Nou de santa Coloma (Sant Andreu) i el Sant Raimon de Penyafort a la carretera del Port (Can Tunis).

## Els anys republicans
L'acurada tria de directors, homes i dones rellevants per la seva trajectòria pedagògica, i la voluntat dels mestres seleccionats, donaren un impuls decisori en la renovació escolar a Barcelona. Aquests centres, des de la victòria republicana d'abril de 1931, incorporaren la llengua catalana i el nou ideari laic als seus ensenyaments i atragueren famílies d'extracció socio-cultural diferent, al redós de la xarxa pública. Els seus alumnes se n'enorgulliren per la categoria dels seus mestres i per la magnificència dels seus edificis.
El règim de Patronat es va mantenir després de l'aprovació de l'Estatut d'autonomia de 1932, en no atorgar competències plenes d'ensenyament a la Generalitat republicana i  tornà a quedar suspès arran els fets d'octubre de 1934.
Durant els anys republicans, el Patronat amplia la seva gestió a les escoles que s'anaren inaugurant per satisfer la demanda popular de places públiques. A poc a poc les aules esdevingueren mixtes, acollint nens i nenes. D'aquests grups, sols el Collaso i Gil, al carrer Sant Pau, i el Giner de los Rios, al Turó de la Peira, eren de nova planta, mentre la resta eren adaptacions, algunes d'edificis de l'exposició de 1929. Les noves escoles foren: el pavelló de Roquetes, els Hotels de la plaça Espanya convertits en Institucions de cultura Francesc Macià, l'Hotel Manso Casanoves a Horta-Guinardó, convertit en GE Pau Iglesias, les escoles Casas de Formació Domèstica; el grup escolar de la Rambla Volart; el Casal del Marí a la Barceloneta, el GE Duran i Bas a Les Corts. La sintonia d'ERC, en majoria a l'Ajuntament, amb la política laïcista del govern republicà propicià que es portessin a terme les confiscacions dels edificis de la Companyia de Jesús, on també s'ubicaren Grups escolars a Casp, Rosselló i Sarrià el 1932.
El Patronat es mantingué durant els anys de la guerra, i quedà suprimit a partir de la derrota republicana de 1939. Molts dels directors dels Grups Escolars foren expulsats de la docència a causa de les depuracions, i els centres passaren a ser escuelas nacionales dependents del Ministerio de Educación nacional. Des de Madrid, s'imposà la desaparició de qualsevol indici de catalanitat i l'adoctrinament en els conceptes del nacional catolicisme.